# Sigurd Wongraven
Satyr, egentligen Sigurd Wongraven, född 28 november 1975, är sångare, gitarrist, basist och keyboardist i det norska black metal-bandet Satyricon som grundades i Oslo i september 1991. Satyr grundade bandet tillsammans med Lemarchand (Håvard Sörensen), basisten Wargod (Vegard Blomberg) och Exhurtum (Carl Michael Eide). Han har också deltagit i/samarbetat med band som Darkthrone, Thorns, Eibon, Storm, Wongraven och Black Diamond Brigade.
Wongraven är också producent av vin.

## Diskografi

### Med Satyricon

#### Album
- Dark Medieval Times – (1993)
- The Shadowthrone – (1994)
- Nemesis Divina – (1996)
- Rebel Extravaganza – (1999)
- Volcano – (2002)
- Now, Diabolical – (2006)
- The Age of Nero – (2008)
- Satyricon – (2013)
- Deep Calleth Upon Deep – (2017)

#### EP
- Megiddo – (1997)
- Intermezzo II – (1999)
- My Skin is Cold – (2008)

#### Singlar
- "Fuel For Hatred" – (2002) (promo)
- "The Pentagram Burns" – (2006) (promo)
- "K.I.N.G." – (2006)

#### Samarbeten
- The Forest Is My Throne / Yggdrassil (Split CD med Enslaved) – (1995)
- The Box Set (3 LP) – (1998)
- Ten Horns - Ten Diadems – (2002)

#### Demo
- All Evil (Demoskiva|Demo) – (1992)
- The Forest Is My Throne (Demo) – (1993)

#### Videografi
- Mother North (VHS) – (1996)
- Roadkill Extravaganza (VHS/DVD) – (2001)
- Fuel For Hatred (Video) – (2002)
- Armageddon Over Wacken Live: Satyricon & Darkthrone & Mayhem (2 DVD) – (2004)
- K.I.N.G. (Video) – (2006)
- The Pentagram Burns (Video) – (2006)

### Med Thorn
- Thorn – 2001